# Goniada euxima
Goniada euxima är en ringmaskart som beskrevs av Jakubova 1930. Goniada euxima ingår i släktet Goniada och familjen Goniadidae. Inga underarter finns listade i Catalogue of Life.